# 東利明
東 利明（あずま としあき、1970年7月5日 - ）は、大阪府出身の俳優、パーソナルトレーナー。血液型O型。

## 経歴
高校卒業後、東京で俳優活動を開始。
20歳、フジテレビ製作ドラマ　「世にも奇妙な物語」出演。
21歳、間寛平主演「ファンキーモンキーティーチャー2」の難関オーディションを突破し、ダンサー役で出演する。
CBSソニーへ通っていた時、パパイヤ鈴木の芸能プロダクション「プランチャイム」でダンスを習得。
22歳、ダンスでの男女2人芝居に挑戦。この時期はミュージカル劇団に所属した。
26歳、パパイヤ鈴木主宰の「おやじダンサーズ」初期メンバーとして誘い※もあったが、諸事情により契約には至らなかった。おやじダンサーズ現メンバーの大津はミュージカル劇団をしていた頃の仲間である。
32歳、体重はそのままで、体脂肪率30%から11%まで下げる事に10ヶ月で成功。
トレーニング指導に心理学(NLP FM)を積極的に取り入れ、クライアントのモチベーションアップが最も重要と考えている。
いかにクライアントが楽しく運動を継続できるかを一貫したテーマとして活動中。
自身のダイエット実践体験をもとに、独自のダイエット理論を展開している。

## スポーツ歴
- 野球 5年
- 陸上 3年
- クラシックバレエ 2年
- ジャズバレエ 2年
- ダンス 6年
- スタントアクション 2年
- 乗馬 1年
- 競技エアロビクス 1年

## 所持資格
- 日本ホリスティックコンディショニング協会認定 フィジカルコンディショナー資格
- 日本救急蘇生普及協会認定 ベーシックファーストエイド資格（CPR）
- オージースポーツ認定 パーソナルトレーナー

## 出演作品
映画
- 「ファンキーモンキーティーチャー2」（1992年6月、東映）

ドラマ
- 世にも奇妙な物語 第17話「くせ」（1990年7月12日放送）